# Zbigniew Ryndak
Zbigniew Ryndak (ur. 17 marca 1935 w miejscowości Otorowo, zm. 6 grudnia 2021) – polski dziennikarz i prozaik.
W 1954 ukończył Technikum Przemysłu Spożywczego we Wronkach. W latach 1957–1967 pracował w przemyśle. W latach 1954–1955 był kierownikiem laboratorium i kontroli technicznej w Zakładach Przemysłu Ziemniaczanego w Nowogardzie. Po odbyciu służby wojskowej, w latach 1957–1967 pracował na stanowisku kierownika produkcji w Zakładach Przemysłu Ziemniaczanego w Sulęcinie.
Ukończył zaoczne studia magisterskie na Wydziale Dziennikarstwa i Nauk Politycznych Uniwersytetu Warszawskiego.
Debiutował jako prozaik w 1956 na łamach prasy wojskowej. Był redaktorem „Gazety Zielonogórskiej”, a w okresie 1967–1990 dziennikarzem „Gazety Lubuskiej”, następnie „Gazety Nowej”.
W 1970 otrzymał Nagrodę im. Stanisława Piętaka za powieść Drugi brzeg miłości, a w 1976 Lubuską Nagrodę Kulturalną. Odznaczony m.in. Krzyżem Kawalerskim Orderu Odrodzenia Polski, złotą odznaką honorową „Za zasługi dla województwa gorzowskiego”, odznaką honorową „Za zasługi w rozwoju województwa zielonogórskiego”. Wyróżniony odznaką „Zasłużony Działacz Kultury”.
Jego prochy zostały złożone w kolumbarium na Nowym Cmentarzu przy ul. Wrocławskiej w Zielonej Górze.

## Wybrane publikacje
- Góry i doliny (opowiadania, 1966)
- Drugi brzeg miłości (powieść, 1970, 2010)
- Czarne anioły (powieść, 1984, 2013)
- Zdobycie rzeki (opowiadania, 1986)
- Karawana idzie dalej (felietony, 1994)
- Smak wiatru w Birkenau (powieść, 2011)
- Morderstwo w klubie dziennikarza (powieść, 2017)[1]